# Theresia Sandström
Lisen Theresia Sandström, född Dahl 21 juni 1893 i Ringarum, Östergötlands län, död 1981, var en svensk målare.
Hon var dotter till byggmästaren Adolf Dahl och Lovisa Petterson och gift med konsthandlaren Thure Hjalmar Alexander Sandström. Hon studerade konst i Nederländerna 1916 och i Tyskland 1919. Hon medverkade i ett flertal grupputställningar i Stockholm 1944–1947 och i samlingsutställningar arrangerade av olika konstföreningar. Hennes konst består av romantiska landskapsskildringar från Skåne och Kolmården. Hon signerade sina arbeten med T Dahl.   